# Дабурия
Дабурия или Даббурия (ивр. דבורייה‎, араб. دبورية‎) — местный совет в северном округе Израиля, у подножья горы Тавор. Его площадь составляет 5517 дунамов. В деревне есть 3 начальные и 2 средние школы.
Приблизительная дата возникновения современного посёлка — 1920 год (точная дата неизвестна). Значительная часть населения посёлка — потомки переселенцев из Ирака, привлекавшихся британской администрацией во времена британского мандата.
В римско-византийский период место называлось «Еленополис», которое и ныне фигурирует в некоторых путеводителях. Тем не менее никаких построек или даже руин римской или византийской эпохи на поверхности не сохранилось. Известен (хотя и не разглашается) район предположительного местонахождения древних жилищ, а также возможных христианских и еврейских исторических построек, однако израильские власти вынуждены были законсервировать планы раскопок, из-за неготовности правительства (по политическим причинам) расположить на территории посёлка армейскую часть с круглосуточной военной охраной места раскопок. Со своей стороны, археологи и научные работники университета жёстко не согласны проводить раскопки Еленополиса без усиленной военизированной охраны, из опасений, что без такой меры каждый будущий археологический раскоп окажется под угрозой повреждения, разграбления и уничтожения исторических артефактов жителями посёлка.
В настоящее время (2013) неторопливо рассматривается вопрос об альтернативных способах охраны будущих раскопок (гражданская охрана, которая будет включать и арабских граждан из числа жителей посёлка), но соглашения с мэрией Дабурии пока не достигнуто.

## Население
По данным Центрального статистического бюро Израиля, население на начало 2020 года составляло 10 510 человек.
Ежегодный прирост населения — приблизительно 1,5 % (варьируется между 0,9 % и 3,5 %). Поселение исключительно однородно в этно-религиозном отношении. Доля арабских жителей составляет 99,8 %, армянских — 0,2 %, еврейское население отсутствует.
40 % учеников получают аттестат зрелости.
Средняя зарплата на 2007 год — 4408 шекелей.